# Freigné
Freigné är en kommun i departementet Maine-et-Loire i regionen Pays de la Loire i nordvästra Frankrike. Kommunen ligger i kantonen Candé som tillhör arrondissementet Segré. År 2018 hade Freigné 1 106 invånare.

## Befolkningsutveckling
Antalet invånare i kommunen Freigné
| Referens: INSEE |